# Iso-Kero och Keski-Kero
Iso-Kero och Keski-Kero eller Keski Kero är en sjö i Finland. Den ligger i kommunen Kuusamo i landskapet Norra Österbotten, i den nordöstra delen av landet, 600 km norr om huvudstaden Helsingfors. Iso-Kero och Keski-Kero ligger 236,5 meter över havet. Den är 17,5 meter djup. Arean är 20,92 kvadratkilometer och strandlinjen är 51,73 kilometer lång. Sjön  ingår i Ijo älvs huvudavrinningsområde.   Den sträcker sig 6,8 kilometer i nord-sydlig riktning, och 11,1 kilometer i öst-västlig riktning.
I övrigt finns följande i Iso-Kero och Keski-Kero:
- Pikku Käsmänsaari (en ö)
- Petäjäsaari (en ö)
- Lehtosaari (en ö)
- Pikku Ukonsaari (en ö)
- Kontiosaari (en ö)
- Kenkäsaari (en ö)
- Honkasaari (en ö)
- Pikku Kannansaari (en ö)
- Kirvessaari (en ö)
- Pöllä (en ö)
- Katossaari (en ö)

I övrigt finns följande vid Iso-Kero och Keski-Kero:
- Heikkisenlampi (en sjö)
- Isokero (en sjö)
- Kurenojoki (ett vattendrag)
- Käsmäjoki (ett vattendrag)
- Pikku Kero (en sjö)